# Kup LEN 2014./15.
Ovo je dvadeset i treće izdanje Euro Cupa. Ruski klub Spartak Volgograd ne brani naslov. Svoj prvi naslov osvojio je talijanski Posillipo. Gradski suparnik Acquachiara je plasmanom u završnicu ostvario do sada najveći uspjeh u povijesti europskih međunarodnih klupskih natjecanja.

## Natjecanje

### Četvrtzavršnica
Prvi susreti igraju se 29. studenog, a uzvrati 17. prosinca 2014. godine.
| Prva momčad     | Rez.  | Druga momčad   | 1. ut. | 2. ut. |
| --------------- | ----- | -------------- | ------ | ------ |
| Sintez Kazan    | 16:18 | Posillipo      | 9:6    | 7:12   |
| Mornar          | 14:13 | Savona         | 10:5   | 4:8    |
| Steaua Bukurešt | 18:16 | Waspo Hannover | 9:7    | 9:9    |
| Acquachiara     | 23:17 | Olympic Nice   | 13:7   | 10:10  |

### Poluzavršnica
Prvi susreti igraju se 11. veljače, a uzvrati 4. ožujka 2015. godine.
| Prva momčad     | Rez.  | Druga momčad | 1. ut. | 2. ut. |
| --------------- | ----- | ------------ | ------ | ------ |
| Steaua Bukurešt | 11:16 | Posillipo    | 6:8    | 5:8    |
| Acquachiara     | 22:18 | Mornar       | 15:11  | 7:7    |

### Završnica
Prvi susret se održava 28. ožujka, a uzvrat je 11. travnja 2015. godine.
| Prva momčad | Rez.  | Druga momčad | 1. ut. | 2. ut. |
| ----------- | ----- | ------------ | ------ | ------ |
| Posillipo   | 17:16 | Acquachiara  | 6:6    | 11:10  |